# Nogent-en-Othe
Nogent-en-Othe è un comune francese di 38 abitanti situato nel dipartimento dell'Aube nella regione del Grand Est.

## Società

### Evoluzione demografica
Abitanti censiti